# Порох

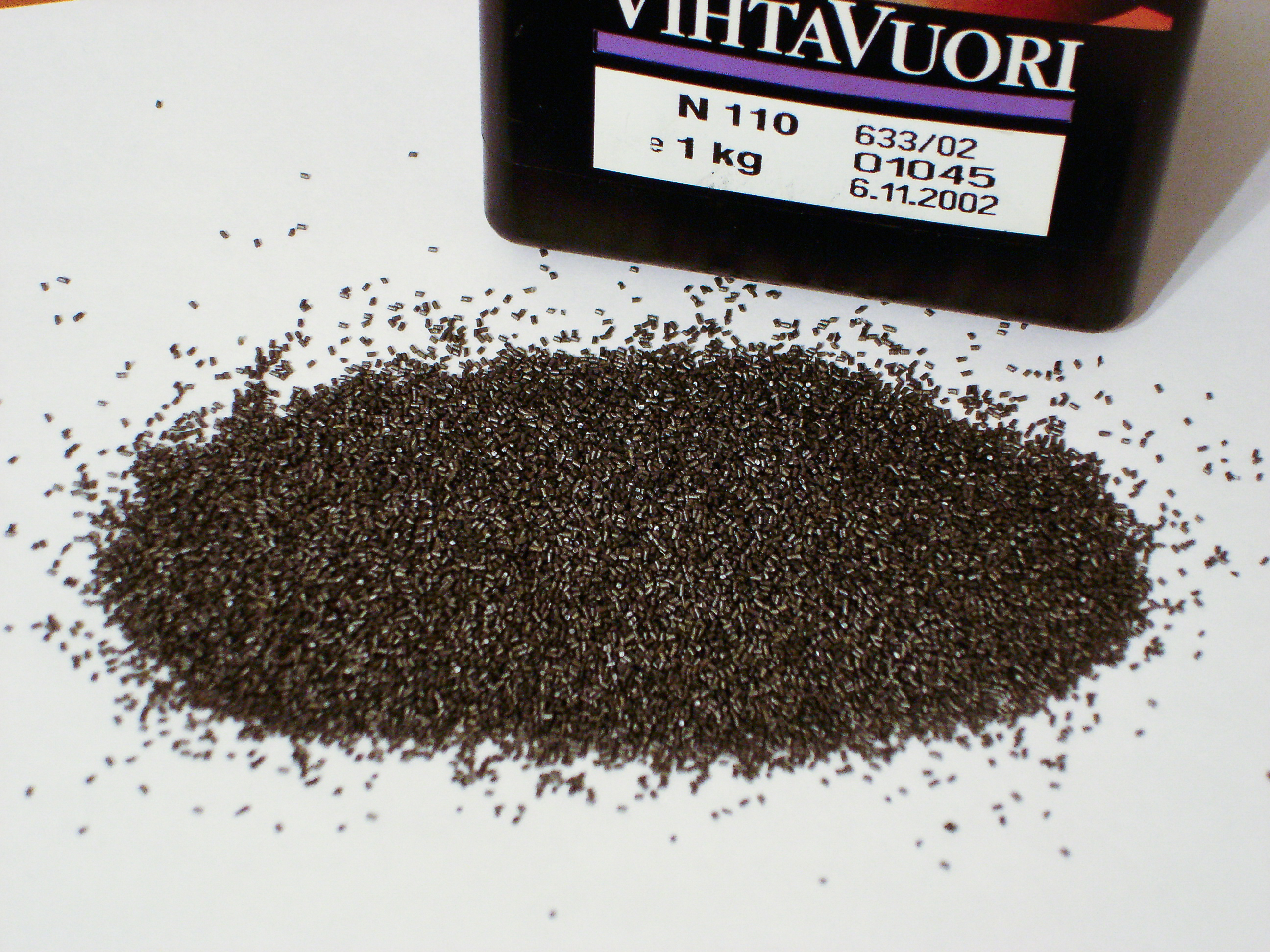
Нітроцелюлозний бездимний порох N110

По́рох — тверда система, яка містить органічні і неорганічні сполуки, здатні стійко (без переходу у детонацію) горіти у широкому інтервалі зовнішнього тиску (0,1—1000 МПа), виділяючи велику кількість газів з температурою 1200—3700 °С. Розрізняють передусім димні та бездимні порохи.
На відміну від бризантних вибухових речовин порох дефлагрує, а не детонує, тобто його горіння поширюється зі швидкістю, меншою від швидкості звуку. При цьому виділяється достатньо газів, щоб створений тиск виштовхнув кулю чи снаряд із ствола вогнепальної зброї, але недостатньо, щоб розірвати його. До середини 19 ст. порох використовувався також у снарядах і для вибухових робіт, однак надалі поступився сучаснішим вибуховим речовинам.

## Загальна інформація
Горіння протікає паралельними шарами в напрямку, перпендикулярному поверхні. Розрізняють порохи: бездимні (балістичні, безполуменеві, піроксилінові та ін.), димні і мішані. Суміші з деревного вугілля, сірки і нітрату калію називаються димними або чорними порохами (див. димний порох). Останній широко застосовується в гірничій справі для вогнепровідних (бікфордових) шнурів. Використовується для метання снарядів, руху ракет і в інших цілях.
Горіння рівнобіжними шарами, що не переходить у вибух, обумовлюється передачею тепла від шару до шару і досягається виготовленням досить монолітних порохових елементів, позбавлених тріщин. Оскільки можливість проникнення продуктів горіння усередину речовини виключена, горіння пороху стійке при великих зовнішніх тисках. Горіння рівнобіжними шарами дозволяє регулювати швидкість газоутворення. Газоутворення пороху залежить від величини поверхні заряду і швидкості його горіння.
Величина поверхні порохових елементів визначається їхньою формою, геометричними розмірами і може в процесі горіння збільшуватися або зменшуватися. Таке горіння називається відповідно прогресивним  або дегресивним. Для одержання постійної швидкості газоутворення або її змін за визначеним законом окремі ділянки зарядів (наприклад, ракетних) покривають шаром непальних матеріалів (бронюванням). Швидкість горіння пороху залежить від їхнього складу, початкової температури і тиску.

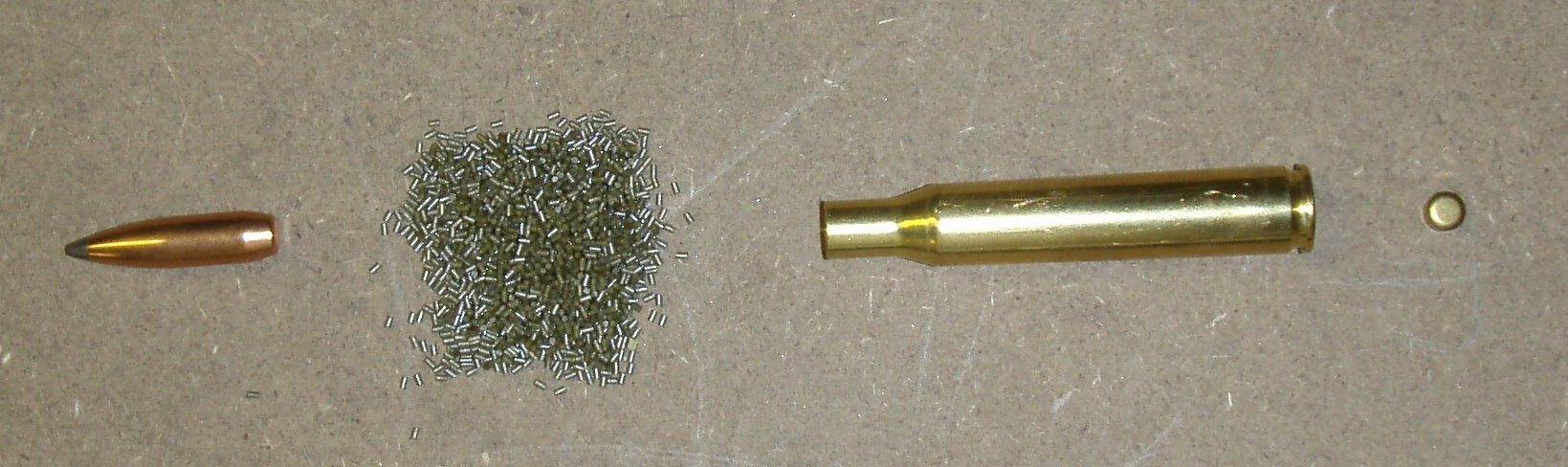
Патрон з бездимним порохом. Зверху вниз: куля, порох, гільза, капсуль

Порох — багатокомпонентна тверда вибухова суміш, здатна до закономірного горіння паралельними шарами без доступу кисню ззовні з виділенням великої кількості теплової енергії й газоподібних продуктів, використовуваних для метання снарядів, руху ракет та в інших цілях. Порох відносять до класу метальних вибухових речовин.

## Історія

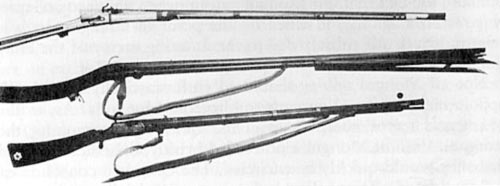
Ґнотова вогнепальна зброя, Китай династія Мін (1368—1644)

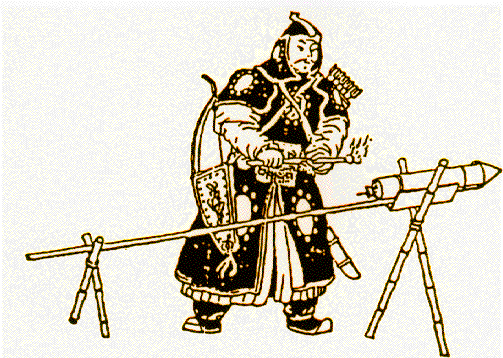
Ранні китайські ракети

Першим представником вибухових речовин був димний порох — механічна суміш калієвої селітри, вугілля й сірки, зазвичай у співвідношенні 15:3:2. Існує стійка думка, що подібні суміші з'явилися ще в стародавності й застосовувалися головним чином як запальні й руйнівні засоби. Однак матеріальних або надійних документальних підтверджень цього не знайдено. У природі родовища селітри зустрічаються доволі рідко.
Існують стійкі численні думки, що порох був винайдений у Китаї. До середини першого століття нашої ери селітра була відома в Китаї і є переконливі докази використання селітри й сірки в різних комбінаціях в основному для готування ліків. Китайський алхімічний текст, датований 492 роком, описує практичний і надійний спосіб відрізнити калійну селітру від інших неорганічних солей, яка служить алхімікам для оцінки й порівняння методів очищення — при спалюванні селітри утвориться фіолетове полум'я. Древні арабські й латинські способи очищення селітри опубліковані після 1 200 року. Перше згадування про суміш, що нагадує порох, з'явилося в Taishang Shengzu Danjing Mijue по Qing Xuzi (близько 808 року) — описується процес змішування шести частин сірки, шести частин селітри на одну частину Aristolochia (трави, що забезпечувала суміш вуглецем). Першим описом запальних властивостей таких сумішей є Zhenyuan miaodao yaolüe — даоський текст попередньо датований серединою IX століття нашої ери: «Деякі нагрівали разом сірку, реальгар і селітру з медом — у результаті виникали дим й полум'я, так що їхні руки й обличчя були спалені, і навіть весь будинок, де вони працювали, згоряв». Китайське слово порох (від 火药/火药; піньінь: Хо Яо / xuou yɑʊ /, що буквально означає «Вогонь медицини») увійшло у вживання через кілька століть після відкриття суміші. Таким чином у IX-м столітті даоські ченці й алхіміки в пошуках еліксиру безсмертя по випадковості наткнулися на порох. Найбільш давній опис такої речовини (682 р.) міститься у «Безцінних рецептах» китайського алхіміка Сунь Симяо. Писемні свідоцтва застосування пороху у військових діях походять із китайських джерел на межі I та II тисячоліть нашої ери. У 1044 р. у Китаї вийшов трактат Цинь Кунлі «Основи військової справи», що містив рекомендації до застосування пороху. Незабаром китайці застосували порох для розвитку зброї: у наступні століття вони робили різні види порохової зброї, включаючи вогнемети, ракети, бомби, примітивні гранати та міни, перш ніж була винайдено вогнепальна зброя, що використовує енергію пороху власне для метання снарядів.
Уцзин цзун'яо (кит. трад. 武經總要, спр. 武经总要, піньїнь: wǔ jīng zǒng yào, буквально «зібрання найбільш важливих воєнних методів») — китайський військовий трактат, створений в 1044 році при династії Північна Сун, складений відомими вченими Цзен Гунлян, Дин Ду і Ян Вейде праця є першим у світі манускриптом, у якому наведені рецепти пороху, дає опис різних сумішей, в склад яких включені продукти нафтохімії, а також часник й мед. Серед іншого згадуються способи вповільнення горіння пороху для створення феєрверків і ракет — якщо суміш не містить достатнього для створення вибуху кількості селітри (максимальна кількість селітри зменшується на 50 %), те вона просто горить. Разом із тим «Зібрання найбільш важливих воєнних методів» написано чиновником у часи династії Сун і немає достатніх свідчень того, що він мав безпосереднє відношення до воєнних дій. Також немає ніяких згадувань застосування (використання) пороху в літописах, що описує війни Китаю проти тангутів в XI-му столітті. Уперше досвід застосування вогненного списа згадується при описі облоги De'an в 1132 році.
На сьогоднішній день прийнятий основний науковий консенсус про те, що порох був винайдений у Китаї й потім поширився по Близькому Сходу, а пізніше потрапив в Європу. Можливо, це було зроблено в IX столітті, коли алхіміки шукали еліксир безсмертя. Його поява привела до винаходу феєрверків і ранніх зразків вогнепальної зброї. Поширення пороху в Азії з Китаю в значній мірі приписується монголам. Гіпотетично, порох потрапив у Європу через кілька століть. Однак існують суперечки, про те наскільки китайський досвід застосування пороху в бойових діях вплинув на пізні досягнення на Близькому Сході й у країнах Європи.
Виготовлення калієвої селітри вимагає розроблених технологічних прийомів, які з'явилися лише з розвитком хімії в XV—XVI століттях й одержанням Глаубером азотної кислоти в 1625 році. Виготовлення вуглецевих матеріалів з високорозвиненою питомою поверхнею типу деревних вугіль також вимагає розвиненої технології, що з'явилася лише з розвитком металургії заліза. Найбільш імовірним є використання різних природних селітромістких сумішей з органікою, що володіють властивостями, які властиві піротехнічним сполукам. Одним з винахідників пороху прийнято вважати ченця Бертольда Шварца.

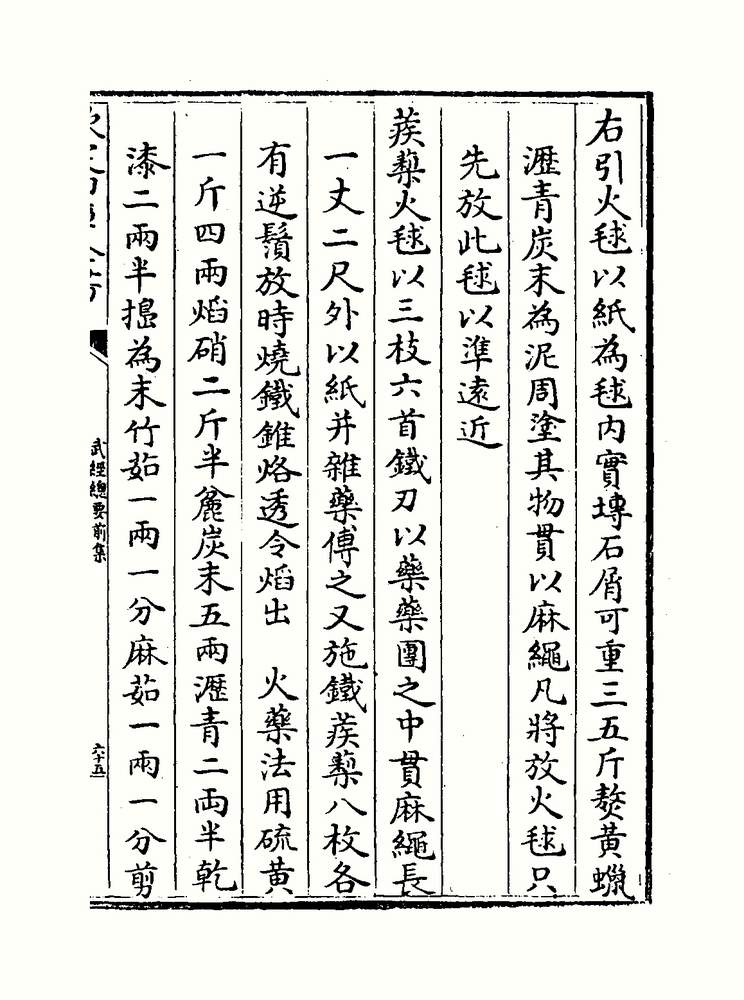
Формула для виготовлення пороху (1044) Wujing zongyao частина I Vol 12
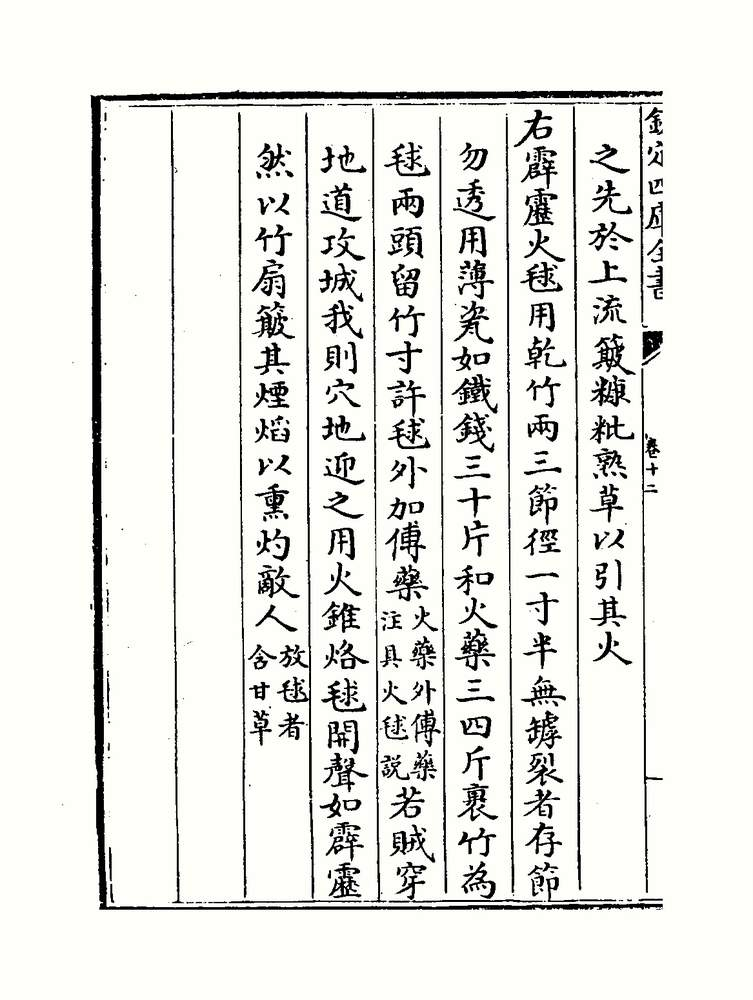
Інструкція для гасіння бомб у Wujing zongyao
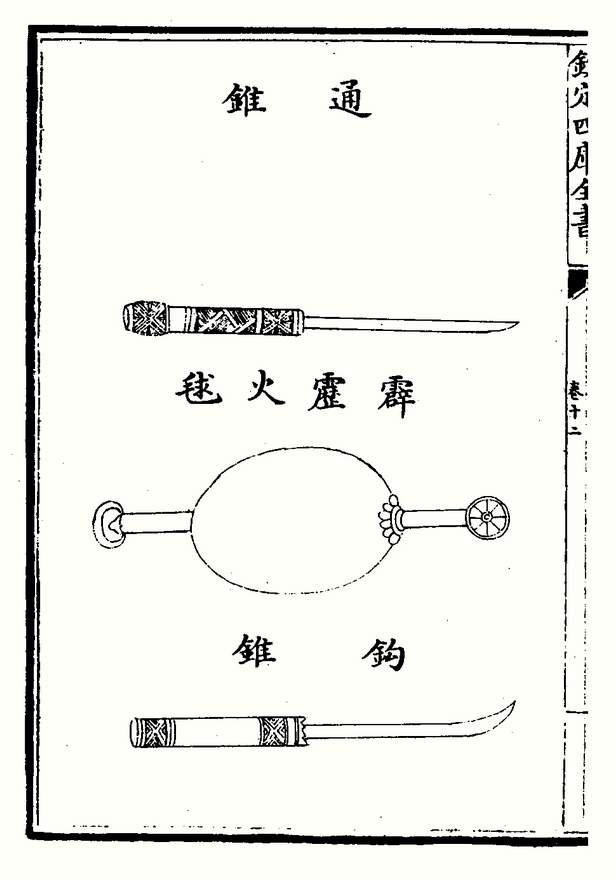
Порохова бомба
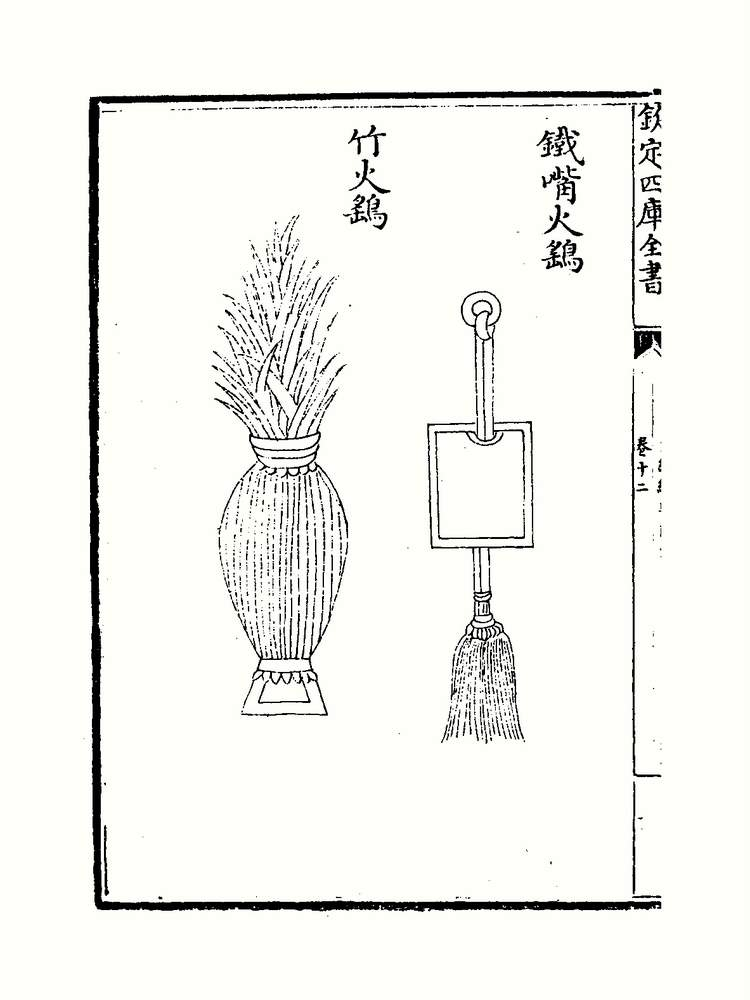
Порохова граната

Метальна властивість димного пороху була відкрита значно пізніше й послужила поштовхом до розвитку вогнепальної зброї. В Європі відомий із середини XIV століття; до середини XIX століття залишався єдиною вибуховою речовиною бризантної дії і до кінця XIX століття — метальним засобом.
Із винаходом нітроцелюлозних порохів, а потім й індивідуальних потужних вибухових речовин, димний порох значною мірою втратив своє значення.
Уперше піроксиліновий порох був отриманий у Франції П. В'єлем у 1884, баліститний порох — в Швеції Альфредом Нобелем у 1888, кордитний порох — у Великій Британії наприкінці XIX століття.
У 30-х роках XX ст. в СРСР уперше були створені заряди з баліститного пороху для реактивних снарядів, що успішно застосовувалися військами в період німецько-радянської війни (реактивні системи залпового вогню). Сумішеві порохи для ракетних двигунів були розроблені наприкінці 1940-х років.
В 30‑х роках, поряд зі створенням баліститного пороху, радянські зброярі перейшли на технологію виготовлення пороху з квіту бавовнику, а саме, застосування нітроцелюлози — займистої речовини, яку отримували, заливши сумішшю кислот очищений вміст коробочок цієї рослини. Для виготовлення тонни пороху потрібно було пів тонни бавовни. Основним підприємством з виробництва пороху з нітроцелюлози було підприємство на території сучасної України. Більш того, за даними ЦРУ, у 1950 році в Україні під бавовну віддали 100 тис. га посівних площ.
Подальше вдосконалювання порохів ведеться в напрямку створення нових рецептур, порохів спеціального призначення й поліпшення їхніх основних характеристик.

## Види порохів
Розрізняють два види пороху: сумішеві (у тому числі найпоширеніший — димний, або чорний порох) і нітроцелюлозні (т. зв. бездимні). Порох, застосовуваний в ракетних двигунах, називається твердими ракетними паливами. Основу нітроцелюлозних порохів становлять нітроцелюлоза й пластифікатор. Крім основних компонентів цей порох містить різні добавки.
Порох є вибуховою речовиною метальної дії. При відповідній умові ініціювання порох здатен до детонації аналогічно бризантним вибуховим речовинам, завдяки чому димний порох довгий час застосовували як бризантну вибухову речовину. При тривалому зберіганні більше встановленого для цього пороху строку або при зберіганні в неналежних умовах відбуваються хімічне розкладання компонентів пороху й зміна його експлуатаційних характеристик (режиму горіння, механічних характеристик ракетних шашок й ін.). Експлуатація й навіть зберігання таких порохів украй небезпечні й можуть призвести до вибуху.

### Сумішевий порох

#### Димний (чорний) порох

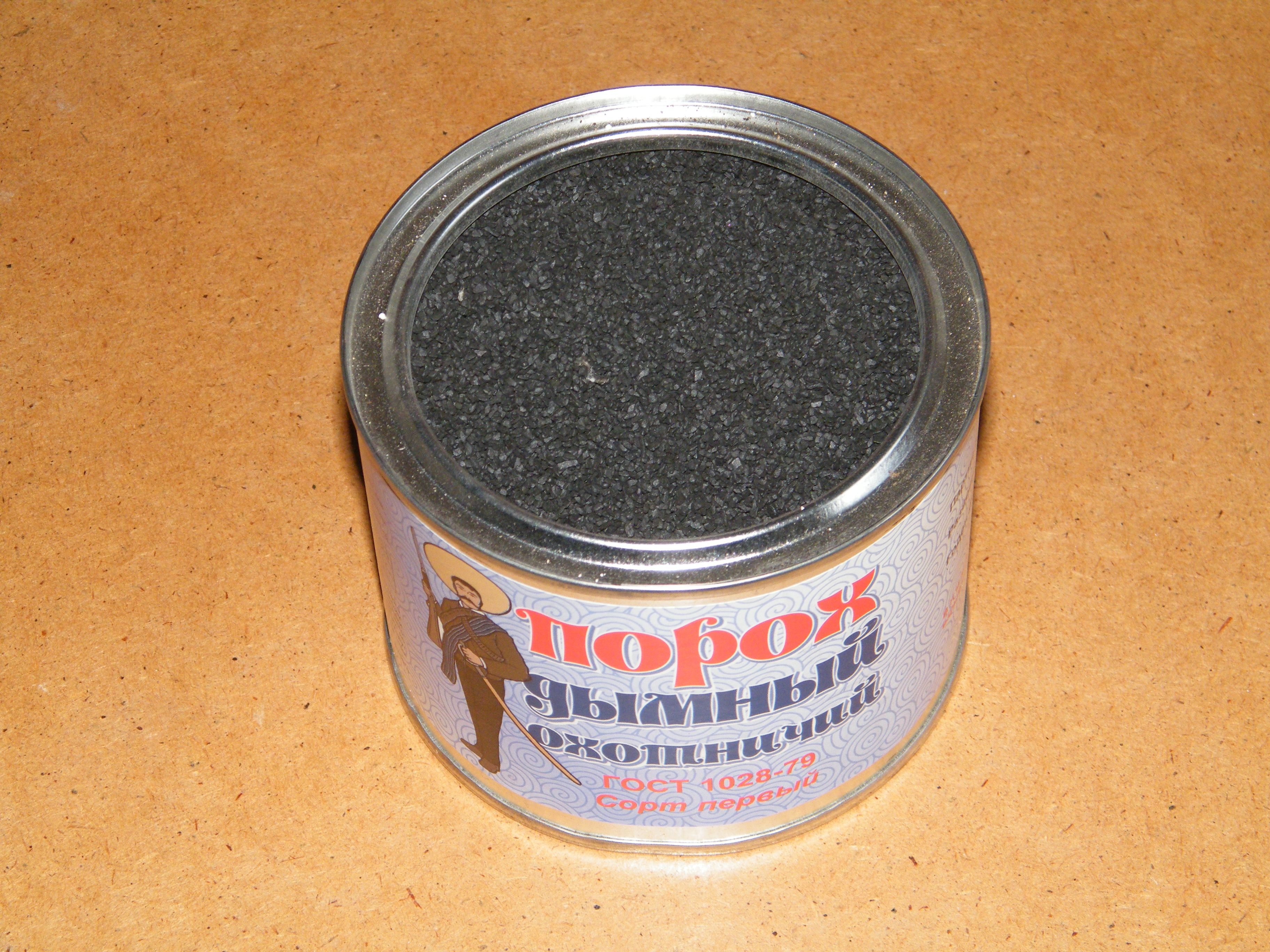
Димний порох російського виробництва за ДСТ-1028-79, марка ДОП (мисливський).

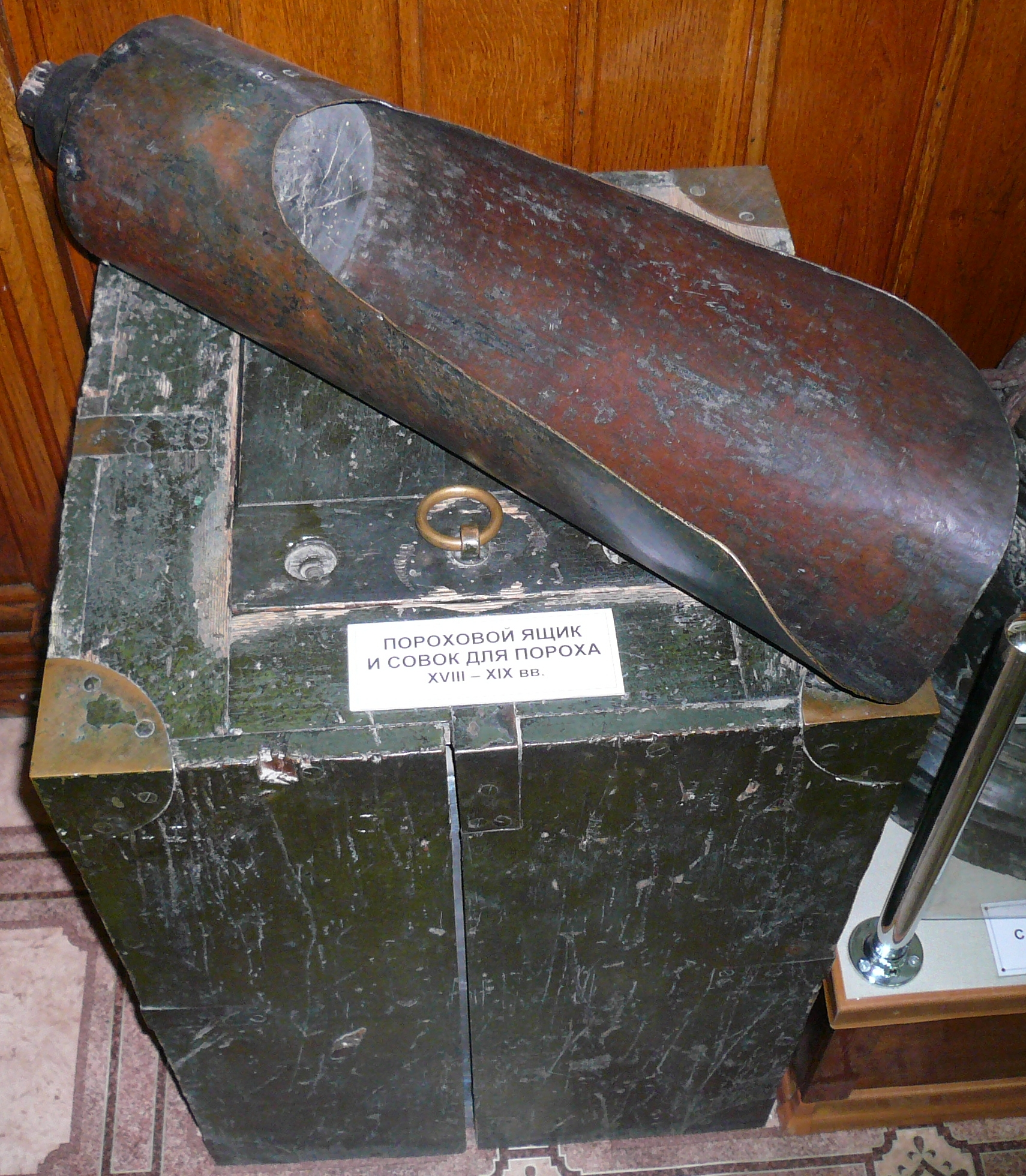
Пороховий ящик і совок для пороху (шуфля) XVIII—XIX ст.

Сучасні димні, або чорні порохи виробляються за суворими нормативами і точними технологіями. Всі марки чорного пороху діляться на зернисті і порохову пудру (т. зв. порохова м'якоть, ПМ). Основними компонентами димного пороху є калію нітрат, сірка й деревне вугілля; нітрат калію є окислювачем (сприяє швидкому горінню), деревне вугілля пальним (окислюваним окислювачем), а сірка додатковим компонентом (також як і вугілля будучи паливом у реакції, вона через невисоку температуру запалення поліпшує спалахуваність). У багатьох країнах пропорції, установлені нормативами, трохи відрізняються, але загальна формула не змінювалася вже століттями і прийнята в таких пропорціях: 75 % KNO3 (калієва селітра) 15 % C (деревне вугілля) і 10 % S (сірка).
Зернистий порох виготовляється у вигляді зерен неправильної форми в п'ять стадій (не враховуючи сушіння й дозування): мелення компонентів у пудру, їхнє змішування, пресування в диски, дроблення на гранули й полірування.
Ефективність горіння димного пороху багато в чому пов'язана з тонкістю здрібнювання компонентів, повнотою змішання й формою зерен у готовому вигляді.
Сорти димних порохів (% склад KNO3, S, C):
- шнуровий (для вогнепровідних шнурів) (77 %, 12 %, 11 %);
- рушничний (для запалювачів до зарядів з нітроцелюлозного пороху і сумішевого твердого палива, а також для вибивних зарядів у запалювальних й освітлювальних снарядах);
- грубозернистий (для запалювачів);
- повільного горіння (для підсилювачів і сповільнювачів у трубках і підривачах);
- мінний (для підривних робіт) (75 %, 10 %, 15 %);
- мисливський (76 %, 9 %, 15 %);
- спортивний.

Димний порох легко запалюється під дією полум'я й іскри, (температура спалаху 300 °C), тому в зберіганні небезпечний. Зберігається в герметичній упаковці окремо від інших видів пороху. Гігроскопічний, при вмісті вологи понад 2 % погано запалюється. Процес виробництва димних порохів передбачає змішування тонкоподріблених компонентів й обробку отриманої порохової м'якоті до одержання зерен заданих розмірів. Корозія стволів при використанні димного пороху набагато сильніша, ніж від нітроцелюлозних порохів, оскільки побічним продуктом згоряння є сірчана й сірчиста кислоти. У цей час димний порох використовується в феєрверках. Приблизно до кінця XIX століття застосовувався в вогнепальній зброї і вибухових боєприпасах.
Реакція горіння:
{\displaystyle \mathrm {2KNO_{3}+3C+S\longrightarrow K_{2}S+N_{2}+3CO_{2}\uparrow } }

#### Алюмінієвий порох
Алюмінієвий порох застосовується в піротехніці і складається зі змішаних у певній пропорції сильно подрібнених нітрату калію/натрію (окислювач), алюмінієвої пудри (пальне) і сірки. Цей порох відрізняється більшою температурою, швидкістю горіння й більшим виділення світла. Застосовується в розривних елементах і флеш-сумішах (які дають спалах). Пропорції (селітра : алюміній : сірка):
- яскравий спалах — 57:28:15
- вибух — 50:25:25.

Сполука практично не відволожується, не злипається, але сильно мажеться.

### Нітроцелюлозний порох

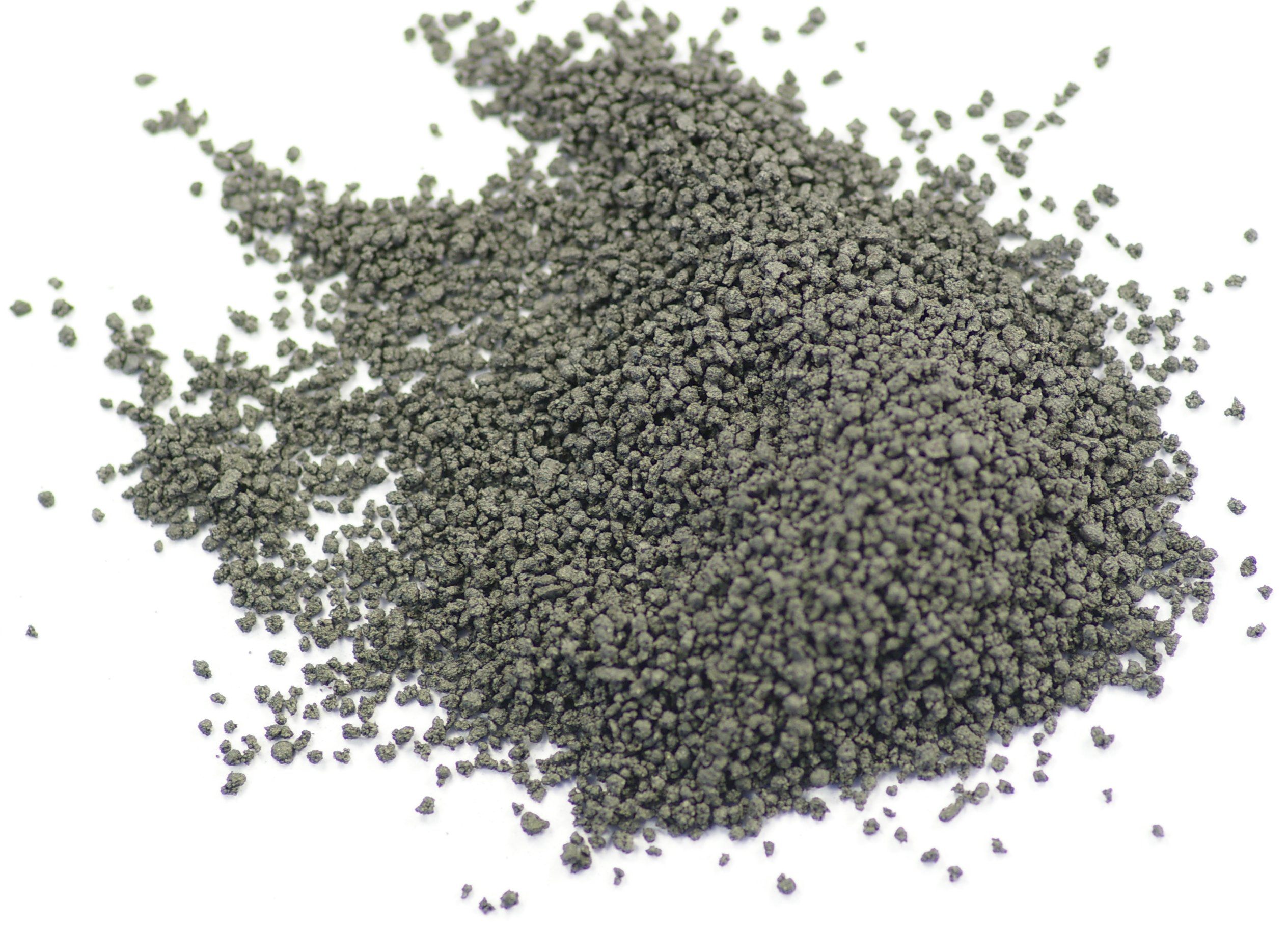
Порох (Pyrodex)

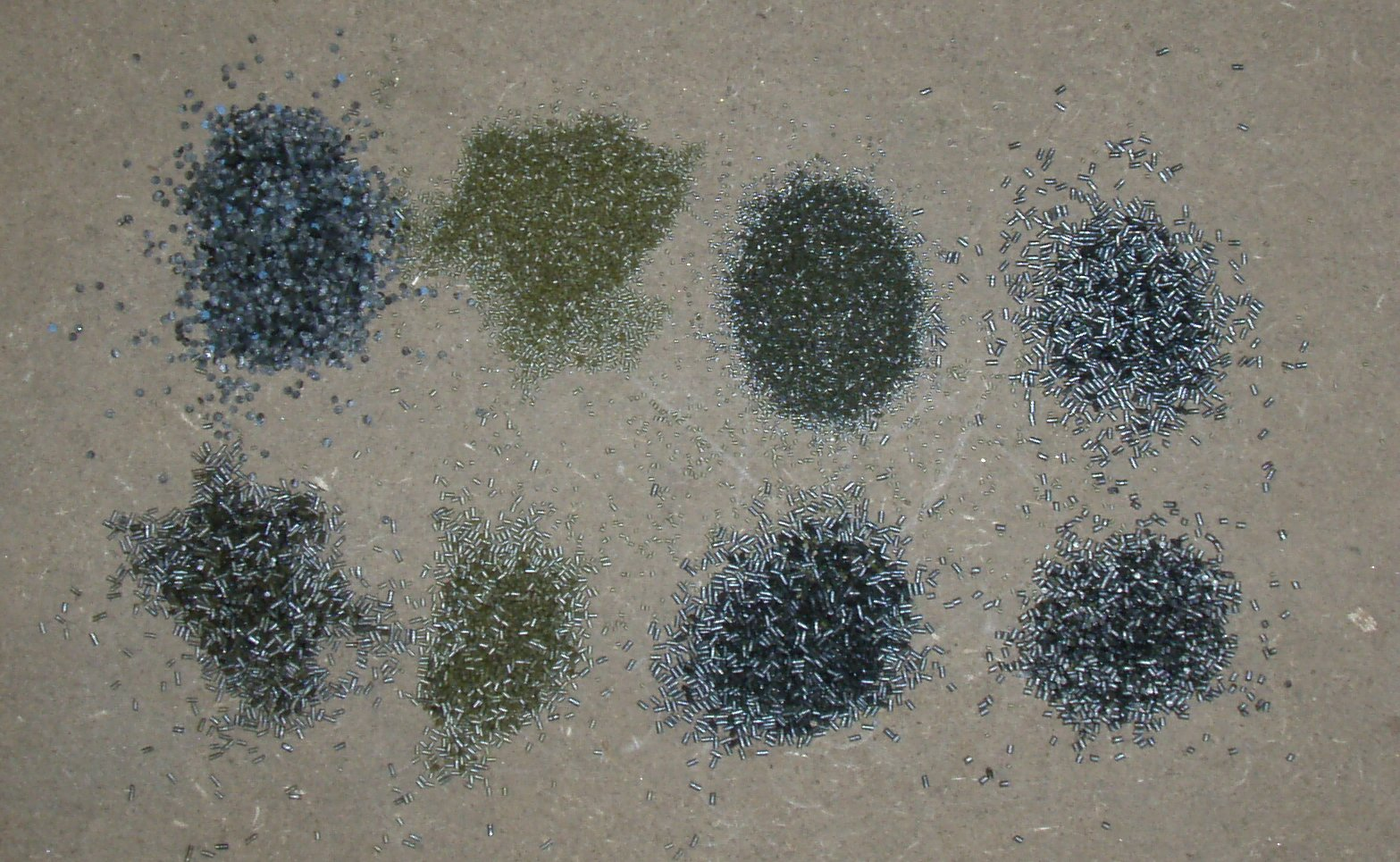
Порошок нітроцелюлози різних сортів

Головною перевагою бездимного пороху є більший ККД і відсутність диму, який заважає видимості після пострілу.
По сполуці й типу пластифікатора (розчинника) нітроцелюлозний порох поділяється на: піроксиліновий, баліститний й кордитний. Вони застосовуються для виготовлення сучасних вибухових речовин, порохів, піротехнічних виробів і для підриву (ініціювання) інших вибухових речовин, тобто як детонатори. Таким чином, у сучасних зразках озброєння як паливо в основному використовують бездимний порох (порошок нітроцелюлози, NC).

#### Піроксилінові
До складу піроксилінових порохів зазвичай входить 91-96 % піроксиліну, 1,2-5 % летких речовин (спирт, ефір й вода), 1,0-1.5 % стабілізатора (дифеніламін, централіт) для збільшення стійкості при зберіганні, 2-6 % флегматизатора для сповільнення горіння зовнішніх шарів порохових зерен й 0,2-0,3 % графіту як добавки. Такий порох виготовляється у вигляді пластинок, стрічок, кілець, трубок і зерен з одним або декількома каналами; застосовується у стрілецькій зброї й в артилерії. Основними недоліками піроксилінового пороху є: невисока енергія газоподібних продуктів згоряння (відносно, наприклад, баліститного пороху), технологічна складність одержання зарядів великого діаметра для ракетних двигунів. Основний час технологічного циклу затрачається на видалення з порохового напівфабрикату летких розчинників. У залежності від призначення крім звичайних піроксилінових є спеціальні порохи: полум'ягасні, малогігроскопічні, малоградієнтні (з малою залежністю швидкості горіння від температури заряду); малоерозійні (зі зниженим разгарно-ерозійним впливом на канал ствола); флегматизовані (зі зниженою швидкістю горіння поверхневих шарів); пористі й інші. Процес виробництва піроксилінового пороху передбачає розчинення (пластифікацію) піроксиліну, пресування отриманої порохової маси й різання для надання пороховим елементам певної форми й розмірів, видалення розчинника й складається з ряду послідовних операцій.

#### Баліститний
Основу баліститного пороху становить нітроцелюлоза й не видалений пластификатор, тому їх іноді називають двохосновними. Залежно від застосовуваного пластифікатора вони називаються нітрогліцериновими, дигліколевими й так далі. Звичайна склад баліститного пороху: 40-60 % колоксиліну (нітроцелюлоза із вмістом азоту менше 12,2 %) і 30-55 % нітрогліцерину (нітрогліцериновий порох) або диетиленглікольдинітрату (дигліколевий порох) або їхньої суміші. Крім того, до складу цих порохів входять ароматичні нітросполуки (наприклад, динітротолуол) для регулювання температури горіння, стабілізатори (дифеніламін, централіт), а також вазелінова олія, камфора й інші добавки. Також у баліститний порох можуть вводити дрібнодисперсний метал (сплав алюмінію з магнієм) для підвищення температури й енергії продуктів згоряння, такий порох називають металізованими. Порох виготовляється у вигляді трубок, шашок, пластин, кілець і стрічок. По застосуванню баліститний порох поділяють на ракетний (для зарядів до ракетних двигунів і газогенераторів), артилерійський (для метальних зарядів до артилерійських систем) і мінометний (для метальних зарядів до мінометів). У порівнянні з піроксиліновим баліститний порох відрізняються меншою гігроскопічністю, більшою швидкістю виготовлення, можливістю одержання великих зарядів (до 0,8 метра в діаметрі), високою механічною міцністю й гнучкістю за рахунок використання пластифікатора. Недоліком баліститного пороху у порівнянні з піроксиліновим є більша небезпека у виробництві, обумовлена наявністю в їхній сполуці потужної вибухової речовини — нітрогліцерину, дуже чутливого до зовнішніх впливів, а також неможливість одержати заряди діаметром більше 0,8 м на відміну від сумішевого пороху на основі синтетичних полімерів. Технологічний процес виробництва баліститного пороху передбачає змішування компонентів у теплій воді з метою їхнього рівномірного розподілу, віджимку води й багаторазове вальцювання на гарячих вальцях. При цьому видаляється вода й відбувається пластифікація нітрату целюлози, що надає вигляд рогоподібного полотна. Далі порох випресовують через матриці або прокочують у тонкі листи й ріжуть.

#### Кордитний
Кордитний порох містить високоазотний піроксилін, видалюваний (спирто-ефірна суміш, ацетон) і невидалюваний (нітрогліцерин) пластифікатор. Це наближає технологію виробництва даного пороху до виробництва піроксилінового пороху.
Перевага кордитів — більша потужність, однак вони викликають підвищений розгар стволів через більш високу температуру продуктів згоряння.

#### Тверде ракетне паливо
Сумішевий порох на основі синтетичних полімерів (тверді ракетні палива) містять приблизно 50-60 % окислювача, як правило перхлорату амонію, 10-20 % пластификованого полімерного зв'язника, 10-20 % дрібнодисперсного порошку алюмінію і різні добавки. Цей напрямок виробництва пороху вперше з'явився в Німеччині в 30-40ві роки XX ст., після закінчення війни в 40их роках активною розробкою таких палив зайнялися в США, а на початку 50х років й у СРСР. Головними перевагами перед баліститним порохом, які привернули до нього велику увага стали: більш висока питома тяга ракетних двигунів на такому паливі, можливість створювати заряди будь-якої форми й розмірів, високі деформаційні й механічні властивості композицій, можливість регулювати швидкість горіння в широких межах. Ці достоїнства дозволили створювати стратегічні ракети з дальністю дії понад 10 000 км, на баліститних порохах С. П. Корольову разом з виробниками пороху вдалося створити ракету із граничною дальністю дії 2 000 км. Але в сумішевих твердих палив є значні недоліки в порівнянні з нітроцелюлозними порохами: дуже висока вартість їхнього виготовлення, тривалість циклу виробництва зарядів (до декількох місяців), складність утилізації, виділення при горінні перхлорату амонію в атмосферу соляної кислоти.

## Горіння пороху і його регулювання
Горіння паралельними шарами, що не переходить в вибух, обумовлюється передачею тепла від шару до шару й досягається виготовленням досить монолітних порохових елементів, позбавлених тріщин. Швидкість горіння порохів залежить від тиску за степінним законом, збільшуючись із ростом тиску, тому не варто орієнтуватися на швидкість згоряння пороху при атмосферному тиску, оцінюючи його характеристики. Регулювання швидкості горіння порохів дуже складне завдання й вирішується використанням у складі порохів різних каталізаторів горіння. Горіння паралельними шарами дозволяє регулювати швидкість газоутворення. Газоутворення пороху залежить від величини поверхні заряду й швидкості його горіння.
Величина поверхні порохових елементів визначається їхньою формою, геометричними розмірами й може в процесі горіння збільшуватися або зменшуватися. Таке горіння називається відповідно прогресивним або дегресивним. Для одержання постійної швидкості газоутворення або її змін за певним законом окремі ділянки зарядів (наприклад ракетних) покривають шаром негорючих матеріалів (бронюванням). Швидкість горіння порохів залежить від їхнього складу, початкової температури й тиску.

## Характеристики пороху
Основні характеристики пороху такі:
- теплота вибухового перетворення Q — кількість теплоти, що виділяється при повному згорянні 1 кілограму пороху
- об'єм газоподібних продуктів V, що виділяються при згорянні 1 кілограма пороху (визначається після приведення газів до нормальних умов)
- температура газів Т, обумовлена згорянням пороху в умовах постійного обсягу і відсутності теплових втрат
- густина пороху ρ
- сила пороху f— робота, яку міг би виконати 1 кілограм порохових газів, розширюючись при нагріванні на Т градусів при нормальному атмосферному тиску.

Характеристики основних типів порохів
| Порох          | Q, ккал/кг | V, дм³/кг | T, K      |
| -------------- | ---------- | --------- | --------- |
| Піроксиліновий | 700        | 900       | ~2000     |
| Балістичний:   | 900        | 1000      | 1700-4000 |
| ТРТ            | 1200       | 860       | 1500-3500 |
| Артилерійський | 880        | 750       | ~2500     |
| Кордитний      | 850        | 990       | ~2000     |
| Димний         | 700        | 300       | ~2200     |